# 台州博物馆
州博物馆，又称台州市博物馆，简称台博，是中国浙江省台州市的一座市级综合性博物馆，于2016年7月1日试开馆，7月12日正式开馆。馆舍位于台州市椒江区爱华路168号，分四层，常驻展览为“山魂海魄”台州历史文化陈列和“大地情怀”台州民俗陈列。
在台州博物馆开馆之前，浙江省的其他地级市都已建立地市级综合博物馆，而台州各县市区也纷纷建立县级博物馆，这也导致台州博物馆缺乏藏品。在此背景下，台州博物馆选择“讲故事”为侧重点。

## 历史

### 背景
20世纪80年代后，台州地区的博物馆建设工作开始逐步发展。至2006年底，国有博物馆、纪念馆有椒江戚继光纪念馆、临海博物馆、黄岩博物馆、三门博物馆、黄岩陈叔亮书画馆、三门亭旁起义纪念馆、天台博物馆、临海古城博物馆。但此时台州仍没有一座以“台州市”为挂名的市级综合性博物馆。台州博物馆填补了台州撤地设市以来，没有市级综合性博物馆的空白。在浙江省的其他地级市相继建成开放综合博物馆后，台州博物馆成为该省最后一个成立的地市级综合博物馆。

### 建设过程
台州博物馆建设项目于2004年提上日程，2009年12月，工程正式开始施工，2010年12月29日台州市图书馆开馆两天后，台州市机构编制委员会下发文件《关于同意建立台州市博物馆等事项的批复》（台编〔2010〕45号），同意成立台州市博物馆。2012年完成确定展览内容的文本策划，2013年完成确定空间格局的形式设计，并成立了台州市博物馆陈列布展工程建设领导小组，召开了公共空间设计方案专家小组会议、展陈形式设计专家讨论会，并在杭州召开了形式设计方案评审会。
收集藏品工作于2014年开始着手进行，收集到的藏品一部分来自社会捐赠，另一部分是上门征集或购买的。台博还于2015年5月24日在《台州日报》上发布了藏品征集办法。在此之前的2011年9月19日，台州市古玩商会就已经向台州市博物馆捐赠260余件文物。为了在馆舍尚未落成的情况下妥善保管藏品，工作人员将办公室改造成文物库房，并借用黄岩博物馆的库房。台州市人民政府办公室也于2014年10月14日牵头召开了借展文物工作协调会，为文物工作提供便利。
2015年1月15日，台州市发改委通过了对台博的布展及信息化工程初步设计审查。2016年6月3日，安防工程通过浙江省文物局验收。7月1日，台州市博物馆试开馆，两周不到便接待游客近2万人次。7月12日，台博正式开馆。

### 成立后发展
2016年10月23日，开始对第一批志愿者的培训工作。2017年6月22日，台州市博物馆首届理事会成立大会举行，会上选举台州市古玩商会会长郑官民为理事长。

## 馆舍
台州博物馆馆舍位于台州市椒江区爱华路168号，建筑面积1.25万平方米，总展陈面积约6000平方米，场馆分为四层。台博馆舍由清华大学建筑设计研究院顾问总建筑师胡绍学牵头设计，馆内布局由浙江大学文物及博物馆系教授严建强带领的团队整体构思，由台州本地各方面的专家进一步细化。。多感官部分则由杭州黑曜石展示设计有限公司的郑凯琛、刘君珠等人设计。
| 四层 | 民间收藏专题展厅             | 文物库房                     |
| 三层 | “大地情怀”台州民俗陈列馆     | “大地情怀”台州民俗陈列馆     |
| 二层 | “山魂海魄”台州历史文化陈列馆 | “山魂海魄”台州历史文化陈列馆 |
| 一层 | 临时展厅                     |                              |

馆内有无障碍通道、洗手间内有无障碍设施、楼层之间设置两种电梯、馆内备有轮椅和童车等。

## 陈列

### 概况
馆内采用实物、场景、文字相结合的方式，并借助科技手段还原重要画面。馆内还有实物与壁画连成一体的场景展示，以及光影投射电影。博物馆共分四层，一层临时展厅会不定期引进国内外精品特色展览；二层“山魂海魄”厅讲述台州悠久的历史故事；三层“大地情怀”厅陈列台州的民俗文化；四层设民间收藏专题展厅。其中“山魂海魄”和“大地情怀”为该馆的两大基本陈列。台博在一楼的临时展厅和四楼的民间收藏专题展厅不定期举办展览。
因为历史原因，台州市博物馆缺乏藏品，设计团队选择将侧重点倾向于“讲故事”，用这种方式来展示台州的历史故事。截止2017年9月，台博已藏有展品2000多件。

### “山魂海魄”厅
“山魂海魄”台州历史文化陈列馆位于台州博物馆二楼，分为“灵江之畔”、“章安古港”、“天台之州”、“赤城潮涌”四个篇章。陈列主要是陶瓷器、铁器和场景模型，通过这些物件来讲述台州从新石器时代到辛亥革命的各方面变迁。馆内陈列有三件对台州有重大意义的藏品，分别是：三国的人面纹泥质灰陶瓦当、西汉的波浪纹原始瓷匏壶和汉代的军司马铜印。還有如晋朝青釉狮形瓷烛台、东汉褐釉瓷魂瓶、北宋沙埠窑青釉牡丹纹瓷执壶等展品。在该馆入口转角处，设有一个介绍农土特产的玻璃展柜，以帮助儿童认识台州本地的农土特产。
第一篇章“灵江之畔”介绍了台州地区从山地、沿灵江走向海洋的早期文明拓展的历程。從九千年前的仙居下汤遗址出土的磨盘、纺纱织布、陶器，到海邊的杜桥里坑遗存、灵山遗址、满山岛遗址等遗址。還有满山岛石棚墓与古越族岩画上瓯越人的生活的情景再现。
第二篇章“章安古港”则展现了从东瓯国到六朝时期台州的发展。这段历史内，台州的建制与隶属几经变迁。。该篇章中“从章安出发”采用了二维接三维的技术,，再现三国时期东吴孙权派将军卫温、诸葛直率船队，从章安港启程到达夷洲（即今台湾）的故事。该篇章还介绍了当时台州文坛和宗教发展的情况，这一时期台州成为了佛宗道源之地。
第三篇章“天台之州”介绍了隋唐两宋时期的台州发展情况。包括骆宾王、沈佺期等官员和，天台山国清寺、和合二仙、桐柏宫等宗教文化，以及济公、思托、张伯端等人对天台宗的影响。馆内展出的微缩景观展现了一些产业的技术特点，以及它们对台州经济带来的影响。
第四篇章“赤城潮涌”则展示了元明清时期，台州在政治、文化和经济，重点体现了台州人的“硬气”。展览先将方孝孺之死转化为幻影成景的项目。接著通过仙居皤滩古镇中的一段街道沉浸式的陈列方式，将陈列与情景再现结合在一起，展现出清朝海禁解除后台州经济社会的兴盛。在近代的码头处，整个“山魂海魄”历史基本陈列结束。
- 北宋沙埠窑青釉牡丹纹瓷执壶
- 北宋沙埠窑青瓷碗与匣钵粘连标本
- 斛

### “大地情怀”厅

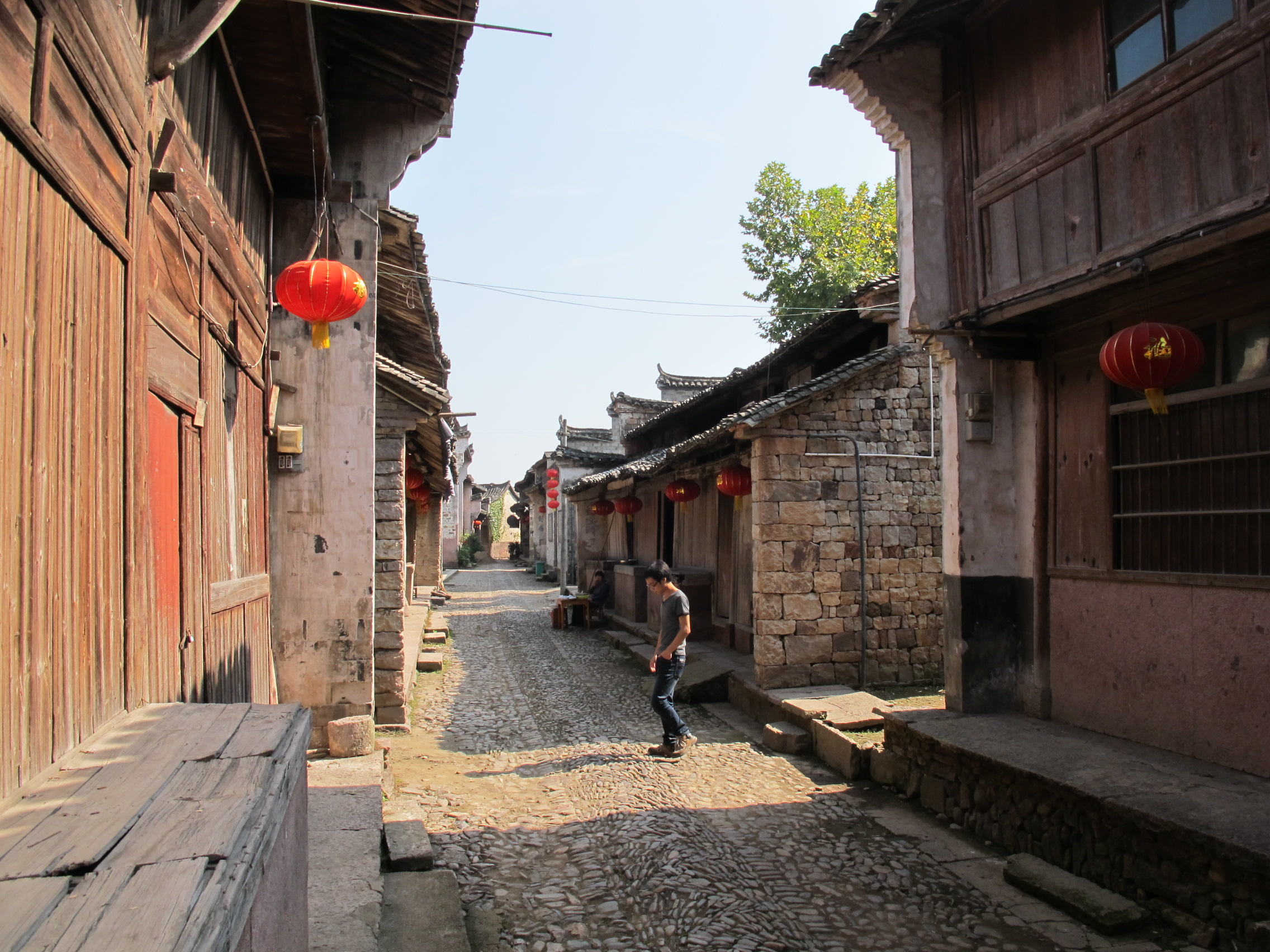
仙居皤滩古街，“大地情怀”台州民俗陈列馆内通过缩小比例进行了仿制

“大地情怀—文化地理学视野中的台州民俗陈列”展览位于台州博物馆三楼，分为“山谷之民”、“泽国之民”、“海滨之民”三个篇章。该馆运用实物展示与场景还原，通过明朝台州地理学家王士性的文化地理学理论，从多方面解读台州的民俗生活，从而讲述台州从古到今的发展演变。王士性曾提出，因为环境的差异，丘陵地区的山民、平原地区的农民和海湾岛屿的渔民，具有不同的性格和不同风俗习惯。而这三种地形在台州均有，导致台州地区形成了各种不同的民情风俗。该馆展出了台州各地的非物质文化遗产、缩小比例仿制的天台山国清寺和路桥十里长街、通过三维场景一比一复制建造的仙居皤滩古镇，令人耳目一新。该展览曾于2016年获得第十一届浙江省博物馆陈列展览精品项目第二名。
第一篇章“山谷之民——山地与河谷盆地”从天台的丘陵河谷开始，通过情景再现，营造台州山地丘陵和盆地河谷的气候与样貌。之后运用微缩模型，结合背板的实物陈列，通过集约化的展示方式，反映了台州山民的劳作和手工艺的创作。展览还再现了仙居一座真实的民宅。
第二篇章“泽国之民——温黄平原和杜桃平原”从黄岩的平原稻田开始。展览将平原地区的典型劳作场景、劳动工具和劳作成果集中展示，反映出平原地区的劳作特征——耕种与工商贸易，与其他两个篇章反映的生产模式区别开来；并通过对平原生活环境要素的组合，呈现出泽国之民的生活状态。接下来多媒体系统播放的温岭、黄岩等地的各种节庆与礼仪。
第三篇章“海滨之民——海湾与海岛”从三门湾渔民的生活方式展开。观众进入这一区域时，感应系统使得表面的鱼蟹迅速“逃窜”入土中，观众亦可以在该篇章内了解泥涂中的各种动物。伴随着椒江船工的号子，就进入到了渔民劳作展示环节，在这一环节中，观众可以了解到渔民的船上生活，并通过互动系统体验升帆、结绳、掌舵等渔民的工作。展览还描绘了沿海地区渔民的日常生活场景。为了更加直观地描绘。展览通过沉浸式环境，把温岭石塘渔村的饮食、服装、艺术呈现出来。观众在这一篇章中甚至可以闻到鱼腥味，以及品尝鱼干，感受海风的吹拂等。观众还可以通过多媒体与图版系统，了解温岭、三门、玉环等地的礼仪节庆。
- 临海中津浮桥模型
- 天台山国清寺模型
- 仙居皤滩古镇枫树桥民居模型

## 馆务

### 馆务概况
台州市博物馆为公益一类事业单位，经费全额拨款；由台州市文化和广电旅游体育局主管，也是后者的局属单位。台博的宗旨是“记得住乡愁，留得住情怀，让逛台博成为一种生活方式”。现任台博馆长为劳宇红，他自1992年就开始從事文物保护行业的工作。

### 参观信息
台州博物馆所有展览免费向公众开放，开放时间为周二至周日上午9点至下午4点半（4点停止入馆），周一闭馆（法定节假日除外）。台博开通了自己的微信公众平台，开发了手机APP，参观者可通过手机，免费使用馆内智能导览系统。若没有智能手机也可到前台租借讲解器。馆内免费提供基本陈列中文、英文、日文、韩文语音导览，并免费赠阅台州市博物馆宣传册。馆员讲解服务仅20人以上团体可预约。市内交通方面，乘坐台州巴士1号线或台州公交108路、915路、126路，在海洋世界站下，步行约100米即可到达。